# Cynthia Macdonald
Cynthia Macdonald, rodným jménem Cynthia Lee, (2. února 1928 – 3. srpna 2015) byla americká básnířka.
Narodila se na Manhattanu, jejím otcem byl scenárista Leonard Lee. Studovala na Bennington College, kterou absolvovala s titulem BA z angličtiny v roce 1950. V následujících letech se věnovala převážně hudbě, zpívala v opeře (dramatický soprán). V roce 1970 si dokončila magisterské studium (psaní a literatura) na Sarah Lawrence College. Svou první sbírku básní vydala v roce 1972 pod názvem Amputations. Mezi její další sbírky patří Transplants (1977), (W)holes (1980) a I Can't Remember (1997). Rovněž je autorkou libreta k opeře The Rehearsal (1978) skladatele Thomase Benjamina. Také se věnovala pedagogické činnosti, mj. na Houstonské univerzitě a Univerzitě Johnse Hopkinse. Byla nositelkou Guggenheimova stipendia za rok 1983.
Zemřela na srdeční selhání v pečovatelském domě v Loganu v Utahu ve věku 87 let.
V češtině je zastoupena jednou básní v antologii Dítě na skleníku (1989) v překladu Jaroslava Kořána.
Její dcera Jennifer je výtvarnice.